# Davide Pioggia
Davide Pioggia (Rimini, 12 maggio 1966) è un glottologo italiano.

## Biografia
Laureato in Fisica, si è interessato al campo interdisciplinare della teoria dei sistemi complessi e alle possibili applicazioni alla linguistica, occupandosi in particolare dello sviluppo dei dialetti romagnoli e di quelli contigui.
Dal 2010 ha portato avanti, in collaborazione col glottologo Daniele Vitali, un progetto di mappatura e analisi fonologica dei dialetti romagnoli, nell'ambito del quale ha raccolto centinaia di interviste, in un'area compresa fra Ravenna, Pesaro, Sarsina, Imola e il confine nord-occidentale della Romagna. I due hanno condotto l'analisi fonetica e fonologica del materiale raccolto avvalendosi spesso della consulenza di Luciano Canepari. Questo progetto ha condotto alla pubblicazione del saggio Dialetti romagnoli (2014), che è diventato uno dei più importanti riferimenti per la letteratura sui dialetti romagnoli.
Il progetto di mappatura di Pioggia porta avanti le ricerche di geografia linguistica che erano state avviate in Romagna nella prima parte del XX secolo da Friedrich Schürr e da Paul Scheuermeier e che si erano poi arrestate nella seconda metà del secolo. Pioggia ha censito e descritto alcune decine di dialetti che non erano stati descritti dai ricercatori che l'avevano preceduto. Inoltre le ricerche condotte su dialetti già descritti gli ha consentito di interpretare le trascrizioni fonetiche dei suoi predecessori, che talvolta risultavano ambigue o incoerenti. Una parte rilevante della sua ricerca è concentrata sul dialetto di Santarcangelo di Romagna, del quale le ricerche precedenti riportavano solo alcune trascrizioni fonetiche, mentre Pioggia ha analizzato il corpus fonetico individuandone l'intero inventario fonologico.
Pioggia ha realizzato e cura tuttora il sito Dialetti Romagnoli in rete, dove una parte del materiale raccolto è resa disponibile online, organizzata su base territoriale. Il materiale audio del sito è stato utilizzato anche per studi specialistici e trasmissioni radiofoniche.

Oltre a fare ricerca di taglio accademico ha svolto attività divulgativa, tenendo lezioni pubbliche, seminari e presentazioni, che hanno suscitato anche l'interesse della stampa locale. Nell'ambito di questa attività divulgativa ha illustrato diverse soluzioni grafiche per esprimere adeguatamente i repertori fonologici dei vari dialetti romagnoli, e per la grafia ha collaborato con diversi autori, curando la trascrizione dei testi o fornendo la consulenza scientifica. Ha anche ripreso i testi di opere edite (in particolare degli autori santarcangiolesi) per integrarne la grafia e fornirne una chiave interpretativa dal punto di vista fonetico e fonologico.
Ha collaborato con l'Istituto Schürr di Ravenna pubblicando articoli sulla rivista «la Ludla» e curando pubblicazioni patrocinate dall'Istituto.
Il 20 ottobre 2015 è stato nominato membro del Comitato Scientifico per la salvaguardia, la valorizzazione e la trasmissione dei dialetti dell'Emilia-Romagna.

## Ricerca scientifica
Le ricerche di Pioggia hanno prodotto alcune scoperte. In particolare si può segnalare il suo contributo per la comprensione di alcuni esiti di A tonica volgare in sillaba aperta o equivalente che in precedenza erano considerati irregolari. Si consideri a questo proposito che in ogni dialetto romagnolo la A volgare ha in questo contesto un esito tipico, che si trova nella maggior parte dei casi, e che è stato illustrato a partire dai lavori di Schürr. Tuttavia in molti dialetti, e soprattutto nella Romagna sud-orientale, già a partire da Cesena, si trova un congruo numero di eccezioni. Nella sua descrizione diacronica dei dialetti romagnoli Schürr non riporta tali eccezioni, rinunciando implicitamente a darne una spiegazione. Pioggia ha dimostrato che in tutti questi casi si tratta di un fenomeno di assimilazione progressiva. Successivamente le ricerche sul territorio condotte da Pioggia in collaborazione con Vitali hanno mostrato che il fenomeno si ritrova anche al di fuori dell'area sud-orientale, e in particolare nel dialetto di Imola.

## Opere
I principali contributi di Pioggia sono i seguenti saggi:
- Davide Pioggia, E' rèmmal. La quantità nei testi degli autori santarcangiolesi, Verucchio, Pazzini, 2015, ISBN 978-88-6257-224-8, OCLC 922811321.
- Daniele Vitali e Davide Pioggia, Dialetti romagnoli. Pronuncia, ortografia, origine storica, cenni di morfosintassi e lessico, confronti coi dialetti circostanti, con la consulenza fonetica di Luciano Canepari, Verucchio, Pazzini, 2014, ISBN 978-88-6257-180-7, LCCN 2014400567, OCLC 884571830.[7][43][44]
- Davide Pioggia, Fonologia del santarcangiolese, con la prefazione di Giuseppe Bellosi e un'appendice di Daniele Vitali e Luciano Canepari, Verucchio, Pazzini, 2012, ISBN 978-88-6257-107-4, OCLC 842068093.[45][46]

Fra le curatele e le consulenze scientifiche si segnalano le seguenti:
- Rino Molari, I dialetti di Santarcangelo e della vallata della Marecchia a monte di Santarcangelo (1936-1937), a cura di Giuseppe Bellosi e Davide Pioggia, Imola-Santarcangelo, La Mandragora & MET, 2013, ISBN 978-88-7586-407-1, LCCN 2013394499, OCLC 864008351.
- Paul Scheuermeier, La Romagna dei contadini. 1923-1931, a cura di Mario Turci, con testi di Federica Foschi, Laura Iuliano, Davide Pioggia, Paolo Pracucci; traduzioni di Laura Iuliano, Imola-Santarcangelo, La Mandragora & IMC, 2013, ISBN 978-88-7586-329-6, OCLC 868019234.

Un elenco completo delle opere si trova nel profilo dell'autore, accessibile dai Collegamenti esterni.